# Danny Chambers
Danny Seiorse Chambers (né le 12 janvier 1982) est un homme politique libéral-démocrate britannique et chirurgien vétérinaire qui est député de Winchester depuis 2024. Chambers est le fondateur de Veterinary Voices UK et administrateur de Vetlife, un organisme de bienfaisance pour la santé mentale.
Chambers est porte-parole pour la santé mentale au sein de l'équipe libérale-démocrate.

## Jeunesse et éducation
Danny Seiorse Chambers est né à Plymouth et grandit dans une ferme près de Lifton dans le Devon. Il étudie au Tavistock College, où il est chef de classe et obtient des A-levels en biologie, chimie et physique. Il est diplômé de l'Université de Liverpool en 2006 avec un MSc en contrôle des maladies infectieuses et en 2008 avec un BVSc en médecine vétérinaire. 

## Carrière vétérinaire
Chambers est un membre élu du conseil du Collège royal des chirurgiens vétérinaires, en poste de 2017 à 2025. Il travaille avec des bénévoles pour des associations caritatives vétérinaires en Inde, au Maroc et en Gambie et participe à des programmes de santé publique visant à éradiquer la rage chez les chiens des rues. Chambers est le fondateur de Veterinary Voices UK et administrateur de Vetlife, un organisme de bienfaisance pour la santé mentale.
Chambers abandonne sa pratique vétérinaire dès son entrée au Parlement en 2024.

## Carrière politique
Lors des élections générales de 2019, Chambers se présente comme candidat libéral-démocrate pour la circonscription de North Cornwall. Avec 30,8 pour cent des voix, il se classe deuxième derrière le député sortant, Scott Mann.
Lors des élections générales de 2024, Chambers est le candidat libéral-démocrate pour Winchester contre Flick Drummond, le député sortant de la partie de la circonscription de Winchester qui se trouvait dans la circonscription de Meon Valley avant 2024, gagnant avec 52,5 % des voix et une majorité de 13 821 voix.
Le 12 septembre 2024, il prononce son premier discours à la Chambre des communes lors du débat d'ajournement de David Amess. Le 18 septembre 2024, Ed Davey annonce sa nouvelle équipe Frontbench où Chambers est porte-parole pour la santé mentale.